# Friedrich Wilhelm Müller (Maler)
Friedrich Wilhelm Müller (* 14. Oktober 1801 in Kirchditmold; † 8. Februar 1889 ebenda) war ein deutscher Hochschullehrer, Kunstschriftsteller und Historienmaler. Er gehörte zu dem Kreis der Nazarener.

## Leben
Friedrich Wilhelm Müller wurde als Sohn eines Weißbindermeisters und späteren Vizebürgermeisters der Stadt Kassel geboren. Er war Onkel des ebenfalls als Maler tätigen Adolf Müller-Cassels. 1819 erhielt er das Italienstipendium der Kasseler Kunstakademie. In Rom machte er Bekanntschaft mit Peter von Cornelius und Friedrich Overbeck. Er trat zur katholischen Kirche über und heiratete die Italienerin Adelaida Mancini. 1827 rief ihn Kurfürst Wilhelm II. nach Kassel zurück. Er besuchte von 1838 bis 1838 den Kasseler literarischen Zirkel Stiftshütte, in dem u. a. Franz von Dingelstedt und Friedrich Oetker verkehrten. Für den Roten Palais am Friedrichsplatz schuf Müller Skizzen und Entwürfe. Der künstlerisch Auftrag kam nicht zur Ausführung und er kehrte 1828 nach Rom zurück. 
Von 1832 bis 1875 war Müller Professor für Malerei an der Kunstakademie Kassel und später deren Akademiedirektor. 1835 ging von ihm die Gründung des Kunstvereins für Kurhessen aus.
1876 veröffentlichte er seine humoristischen Erinnerungen Kassel seit siebzig Jahren in zwei Bänden. Er wohnte den Feierlichkeiten der Kurhessischen Verfassung bei. Über diese schrieb er in seinen Erinnerungen:

„Mit Beginn des Abends setzte sich ein großer Zug-Bürgermeister und Magistrat, dann die Gildevorsteher und Bürgeroffiziere die Bürgergarde zu Fuß und zu Pferd und Hunderte von Fackelträger zu beiden Seiten- in Bewegung, denen sich am Theater des Hoforchesters unter Anführung des in diesen Tagen unermüdlichen Kapellmeisters Spohr anschloß.
Vor dem Hauptportale des Bellvueschlosses- der Wohnung des Kurfürsten angekommen, begann das Orchester mit dem Vortrage einer Beethovenschen Symphonie, deren Schluß betäubende Akklamation überrauschten. Der Kurfürst und die Kurfürstin erschienen auf dem Balkon, worauf der Bürgermeister Schomburg sie mit bewegten Worten anredete.“

1885 wurde Friedrich Wilhelm Müller von Louis Kolitz porträtiert.

## Gemälde in Museen
- Rosenwunder der Heiligen Elisabeth, Neue Galerie, Kassel
- Christus als Gärtner – noli me tangere vor 1823, Neue Galerie, Kassel
- Italienerin mit Spinnrocken um 1820, Neue Galerie, Kassel
- Bergruine (Zeichnung), Neue Galerie, Kassel

## Schüler
- Heinrich Faust
- Eduard Handwerck